# Biatora ocelliformis
Biatora ocelliformis (Nyl.) Arnold, es una especie de liquen crustáceo de la familia Ramalinaceae que vive principalmente en la superficie de la corteza de árboles (corticícola). Esta especie presenta un color gris a verde oliva en su superficie, verde a verde oliva en el epitecio y blanco, verde o verde oliva en el hipotecio. Por lo general Biatora ocelliformis no presenta soredios en su superficie; la reproducción tiene lugar solo por parte del micobionte mediante ascosporas oblongas no septadas o uniseptadas de entre 7 y 20 micras de diámetro generadas en conidios baciliformes. En esta especie aparece como metabolito secundario de la simbiosis la considerada como sustancia liquénica argopsina.

## Sinonimia
- Lecidea ocelliformis Nyl. Basónimo